# Pleckensteiner Wald

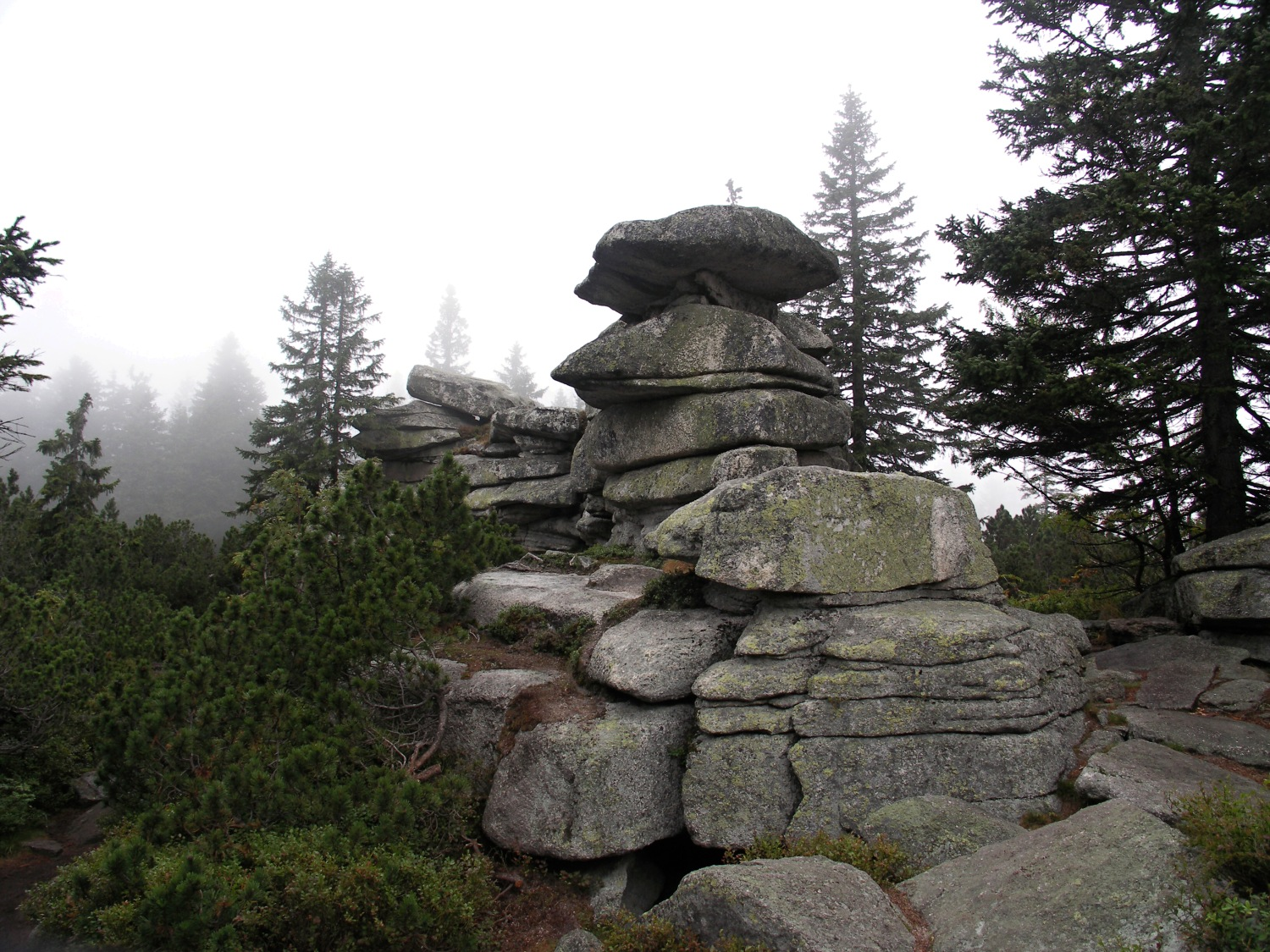
Dreisesselberg

Der Pleckensteiner Wald ist ein gemeindefreies Gebiet im niederbayerischen Landkreis Freyung-Grafenau in Bayern.

## Geographie
Der 12,99 km² große Staatsforst liegt an der Grenze zu Tschechien und zu Österreich. Auf bayerischer Seite grenzt es an Neureichenau, Haidmühle und dem Frauenberger und Duschlberger Wald. Im Gebiet befinden sich zehn Enklaven, die zum Gemeindegebiet von Neureichenau gehören.
Das Gebiet ist Bestandteil des Naturparks Bayerischer Wald und des Landschaftsschutzgebietes LSG Bayerischer Wald. Teile des Gebietes gehören zum Fauna-Flora-Habitat-Gebiet Hochwald und Urwald am Dreisessel und zum Naturschutzgebiet Hochwald.
Im Pleckensteiner Wald befindet sich am Dreisesselberg das Steinerne Meer am Plöckenstein NE von Riedelsbach, welches vom Bayerischen Landesamt für Umwelt (LfU) als geowissenschaftlich bedeutendes Geotop (Geotop-Nummer: 272R004) ausgewiesen ist.